# Teucholabis perebenina
Teucholabis perebenina är en tvåvingeart som beskrevs av Alexander 1979. Teucholabis perebenina ingår i släktet Teucholabis och familjen småharkrankar.
Artens utbredningsområde är Bolivia. Inga underarter finns listade i Catalogue of Life.